# Chiesa della Madonna degli Schiavi
La chiesa della Madonna degli Schiavi, nota anche come chiesa della Madonna delle Grazie, si trova a Montegiovi, nel comune di Castel del Piano (GR).
Già oratorio degli Schiavi, è una costruzione cinquecentesca riedificata nel 1852-1869 ed affiancata sulla destra dal campanile.
La facciata presenta un portale architravato, un oculo ed il timpano triangolare terminale. Nell'aula rettangolare interna si trovano un affresco quattrocentesco con la Madonna col Bambino cui sono stati aggiunti due Angeli adoranti, forse per mano di Francesco Nasini, e un altro affresco di scuola senese del XV secolo raffigurante la Crocifissione.